# 3812 Лідаксум
3812 Лідаксум (3812 Lidaksum) — астероїд головного поясу, відкритий 11 січня 1965 року.
Тіссеранів параметр щодо Юпітера — 3,111.